# デビッド・マーフィー (野球)
デビッド・マシュー・マーフィー（David Matthew Murphy , 1981年10月18日 - ）は、アメリカ合衆国テキサス州ヒューストン出身の元プロ野球選手（外野手）、プロ野球解説者。左投左打。

## 経歴

### プロ入り前
2000年のMLBドラフト50巡目（全体1439位）でアナハイム・エンゼルスから指名を受けるも、入団には至らなかった。

### プロ入りとレッドソックス時代
2003年のMLBドラフト1巡目（全体17位）でボストン・レッドソックスから指名を受け、プロ入り。
2006年9月2日のトロント・ブルージェイズ戦でメジャーデビューを果たす。目を見張るような数字は残せなかったが、ニューヨーク・ヤンキース戦でジャレット・ライトからメジャー初本塁打を放っており、貴重な経験を積んだシーズンにはなった。

### レンジャーズ時代
2007年の途中にエリック・ガニエとのトレードで、ケイソン・ギャバード、エンヘル・ベルトレと共にテキサス・レンジャーズへ移籍した。レンジャーズ加入後は43試合に出場し、打率.340・OPS0.916と打ちまくった。
2008年4月25日のミネソタ・ツインズ戦においてキャリアで初めてサヨナラ安打を放った。この年は出場試合数を激増させ、108試合で打率.275・15本塁打・74打点を記録して中軸打者として活躍した。守備では、右翼と左翼をそれぞれ50試合以上守ったほか、中堅を守る機会もあったため、外野の全ポジションを守った。
2009年は打率と打点は減少したが、本塁打と盗塁で自己記録を更新した。OPSは、前年とほぼ同等の水準の数値をマークした。
2010年も外野の3ポジションを移り変わりながら138試合に出場し、打率.291・12本塁打・65打点という好成績をマークしたほか、走塁面でも更なる進歩を見せ、14盗塁を決めた。守備では左翼で失策を1つ犯しただけで、守備防御点こそ±0だったものの、堅実さを発揮した。
2011年は前年からは出場試合数は微減したものの、2年連続で10本塁打・10盗塁のラインをクリアした。守備では相変わらず外野の3ポジションを守ったが、左翼を守った試合（74試合）が右翼を守った試合（32試合）の倍以上であり、左翼をメインにプレーした。
2012年は自身初の規定打席到達を果たした上、打率.300・OPS0.850のラインをクリア、また本塁打も3年ぶりに15本以上となり、200本塁打・808得点を記録した強力レンジャーズ打線の中軸の1人として気を吐いた。この年は守備面でも大活躍し、左翼を守った120試合で僅かに1失策・守備率.995を記録したほか、DRSも + 7とプラスに転じた。
2013年6月4日のレッドソックス戦で、17対5とリードされた8回にブルペン投手を無駄に使いたく無かったのを理由に、監督のロン・ワシントンはマウンドに野手のマーフィーを送った。MLB史上13度目の毎回得点試合が掛っていたレッドソックス打線に対し、マーフィーは先頭打者に二塁打を浴びるもナックルボールなどを駆使し無失点に抑え、レッドソックスの毎回得点を阻止した。レギュラーシーズンでは6年連続二桁本塁打こそ超えたものの、二桁盗塁の連続記録を3年でストップさせる1盗塁に終わり、打率.220と不振に陥った。オフの10月31日にFAとなった。

### インディアンス時代
2013年11月25日にクリーブランド・インディアンスと2年総額1200万ドルで契約した。
2014年は右翼にコンバートされ、レギュラー格で129試合に出場した。打率は.262と上向いたが、本塁打は二桁を割り込み、盗塁も2つだけだった。守備成績も芳しくなく、DRS - 17だった。
2015年6月17日のシカゴ・カブス戦で、2013年のレンジャーズ時代以来で自身2度目の登板をしたが、クリス・ブライアントに満塁本塁打を記録されるなど5失点を喫した。移籍まで、本職のバッティングでは好調をキープし、打率.296・5本塁打・27打点という成績を記録した。

### エンゼルス時代
2015年7月28日にエリック・スタメッツとのトレードで、ロサンゼルス・エンゼルス・オブ・アナハイムへ移籍した。翌日となる29日のヒューストン・アストロズ戦に4番・左翼手で先発出場した。エンゼルス加入後は打率がやや低下し.265だったが、移籍前と比して出場試合数が約半減の48試合ながら、移籍前と同本数の5本塁打を放ち、通算100本塁打を達成。また、二塁打を6本放って通算200二塁打も達成した。2チームトータルでは132試合でプレーし、打率.283・10本塁打・50打点・OPS0.739というまずまずの成績を残した。

### ツインズ傘下時代
2016年2月29日に古巣レッドソックスとマイナー契約を結び、同年のスプリングトレーニングに招待選手として参加することになった。3月28日に自由契約となった。4月14日にミネソタ・ツインズとマイナー契約を結び、傘下のAAA級ロチェスター・レッドウイングスでプレーしていた。4月25日に現役引退を表明した。

### 現役引退後
2017年よりバリー・スポーツ・サウスウエストで試合中継前後に放送される番組に出演し、2019年からはテキサス・レンジャーズと傘下AA級フリスコ・ラフライダーズの試合中継で解説を務めている。

## 詳細情報

### 年度別打撃成績
| 年 度      | 球 団      | 試 合 | 打 席 | 打 数 | 得 点 | 安 打 | 二 塁 打 | 三 塁 打 | 本 塁 打 | 塁 打 | 打 点 | 盗 塁 | 盗 塁 死 | 犠 打 | 犠 飛 | 四 球 | 敬 遠 | 死 球 | 三 振 | 併 殺 打 | 打 率 | 出 塁 率 | 長 打 率 | O P S |
| ---------- | ---------- | ----- | ----- | ----- | ----- | ----- | -------- | -------- | -------- | ----- | ----- | ----- | -------- | ----- | ----- | ----- | ----- | ----- | ----- | -------- | ----- | -------- | -------- | ----- |
| 2006       | BOS        | 20    | 26    | 22    | 4     | 5     | 1        | 0        | 1        | 9     | 2     | 0     | 0        | 0     | 0     | 4     | 0     | 0     | 4     | 1        | .227  | .346     | .409     | .755  |
| 2007       | BOS        | 3     | 2     | 2     | 1     | 1     | 0        | 1        | 0        | 3     | 0     | 0     | 0        | 0     | 0     | 0     | 0     | 0     | 1     | 0        | .500  | .500     | 1.500    | 2.000 |
| 2007       | TEX        | 43    | 110   | 103   | 16    | 35    | 12       | 1        | 2        | 55    | 14    | 0     | 0        | 0     | 0     | 7     | 0     | 0     | 19    | 1        | .340  | .382     | .534     | .916  |
| '07計      | TEX        | 46    | 112   | 105   | 17    | 36    | 12       | 2        | 2        | 58    | 14    | 0     | 0        | 0     | 0     | 7     | 0     | 0     | 20    | 1        | .343  | .384     | .552     | .936  |
| 2008       | TEX        | 108   | 454   | 415   | 64    | 114   | 28       | 3        | 15       | 193   | 74    | 7     | 2        | 2     | 6     | 31    | 3     | 0     | 70    | 7        | .275  | .321     | .465     | .786  |
| 2009       | TEX        | 128   | 494   | 432   | 61    | 116   | 24       | 1        | 17       | 193   | 57    | 9     | 4        | 2     | 9     | 49    | 3     | 1     | 106   | 5        | .269  | .338     | .447     | .785  |
| 2010       | TEX        | 138   | 471   | 419   | 54    | 122   | 26       | 2        | 12       | 188   | 65    | 14    | 2        | 0     | 3     | 45    | 2     | 0     | 71    | 6        | .291  | .358     | .449     | .806  |
| 2011       | TEX        | 120   | 440   | 404   | 46    | 111   | 14       | 2        | 11       | 162   | 46    | 11    | 6        | 1     | 2     | 33    | 3     | 0     | 61    | 11       | .275  | .328     | .401     | .729  |
| 2012       | TEX        | 147   | 521   | 457   | 65    | 139   | 29       | 3        | 15       | 219   | 61    | 10    | 5        | 0     | 4     | 54    | 7     | 4     | 74    | 7        | .304  | .380     | .479     | .859  |
| 2013       | TEX        | 142   | 476   | 436   | 51    | 96    | 26       | 1        | 13       | 163   | 45    | 1     | 4        | 0     | 1     | 37    | 2     | 1     | 59    | 11       | .220  | .282     | .374     | .656  |
| 2014       | CLE        | 129   | 462   | 416   | 40    | 109   | 25       | 1        | 8        | 160   | 58    | 2     | 3        | 1     | 7     | 36    | 2     | 2     | 61    | 6        | .262  | .319     | .385     | .703  |
| 2015       | CLE        | 84    | 229   | 206   | 22    | 61    | 12       | 1        | 5        | 90    | 27    | 0     | 1        | 1     | 4     | 16    | 1     | 1     | 29    | 4        | .296  | .344     | .437     | .781  |
| 2015       | LAA        | 48    | 162   | 155   | 16    | 41    | 6        | 0        | 5        | 62    | 23    | 0     | 1        | 0     | 1     | 4     | 0     | 0     | 20    | 2        | .265  | .281     | .400     | .681  |
| '15計      | LAA        | 132   | 391   | 361   | 38    | 102   | 18       | 1        | 10       | 152   | 50    | 0     | 2        | 1     | 5     | 20    | 1     | 1     | 49    | 6        | .283  | .318     | .421     | .739  |
| 通算：10年 | 通算：10年 | 1110  | 3847  | 3467  | 440   | 950   | 203      | 16       | 104      | 1497  | 472   | 54    | 28       | 7     | 37    | 316   | 23    | 9     | 575   | 61       | .274  | .333     | .432     | .765  |

- 2015年度シーズン終了時

### 年度別投手成績
| 年 度     | 球 団     | 登 板 | 先 発 | 完 投 | 完 封 | 無 四 球 | 勝 利 | 敗 戦 | セ 丨 ブ | ホ 丨 ル ド | 勝 率 | 打 者 | 投 球 回 | 被 安 打 | 被 本 塁 打 | 与 四 球 | 敬 遠 | 与 死 球 | 奪 三 振 | 暴 投 | ボ 丨 ク | 失 点 | 自 責 点 | 防 御 率 | W H I P |
| --------- | --------- | ----- | ----- | ----- | ----- | -------- | ----- | ----- | -------- | ----------- | ----- | ----- | -------- | -------- | ----------- | -------- | ----- | -------- | -------- | ----- | -------- | ----- | -------- | -------- | ------- |
| 2013      | TEX       | 1     | 0     | 0     | 0     | 0        | 0     | 0     | 0        | 0           | ----  | 4     | 1.0      | 1        | 0           | 0        | 0     | 0        | 1        | 0     | 0        | 0     | 0        | 0.00     | 1.00    |
| 通算：1年 | 通算：1年 | 1     | 0     | 0     | 0     | 0        | 0     | 0     | 0        | 0           | ----  | 4     | 1.0      | 1        | 0           | 0        | 0     | 0        | 1        | 0     | 0        | 0     | 0        | 0.00     | 1.00    |

- 2013年度シーズン終了時

### 背番号
- 60 (2006年)
- 44 (2007年 - 同年途中)
- 28 (2007年途中 - 同年終了)
- 7 (2008年 - 2009年途中、2010年 - 2015年途中)
- 14 (2009年途中 - 同年終了)
- 19 (2015年途中 - 同年終了)